# Hauptenia glutinosa
Hauptenia glutinosa (лат.) — вид цикадовых рода Hauptenia из семейства Derbidae (Fulgoromorpha).

## Распространение
Вид встречается в Юго-Восточной Азии: Китай (Чунцин, Фуцзянь, Гуйчжоу, Хайнань, Хунань, Тайвань, Чжэцзян).

## Описание
Мелкие цикадовые полужесткокрылые насекомые (около 5 мм). Общий цвет желтый. Переднее крыло бледно-коричневое, заднее — сероватое. Переднее крыло длиннее самой широкой части ~ 2,7: 1, RA с двумя терминалями, MP с четырьмя секторами. Заднее крыло с CuA с тремя терминалями. Гоностили с усечённым апикальным краем, дорсокаудальный угол превращен в пальцевидный отросток; каждая внутренняя нижняя поверхность без крючка субапикально. Эндосома эдеагуса с одной крупной лопастью и пятью отростками.  Голова с глазами заметно более узкая, чем переднеспинка; вертекс трапециевидный, в основании немного шире, чем на вершине, слегка выступает перед глазами. Лоб без срединного киля. Антенны короткие, субантеннальный отросток хорошо развит. Переднее крыло длиннее самой широкой части (примерно в три раза), RA с одной или двумя вершинами.